# Stenocarpus villosus
Espèce
Synonymes
- Cybele villosa (Brongn. & Gris) Kuntze[2]

Statut de conservation UICN

 EN B1ab(i,ii,iii,iv,v)+2ab(i,ii,iii,iv,v) : En danger
Stenocarpus villosus est une espèce de plantes à fleurs du genre Stenocarpus de la famille des Proteaceae endémique de Nouvelle-Calédonie. Elle est menacée du fait de la disparition de son habitat.